# سیارک ۸۵۵۸
سیارک ۸۵۵۸ (به انگلیسی: 8558 Hack، نامگذاری:1995PC) هشت هزار و پانصد و پنجاه و هشتمین سیارک کشف شده‌است که در ۱ اوت ۱۹۹۵ کشف شد.
قدر مطلق سیارک برابر ۱۴٫۹۰ است.